# Un amore così fragile così violento
Un amore così fragile così violento è un film italiano del 1973 diretto da Leros Pittoni.

## Produzione
Il film venne girato sull'Isola di Lipari (ME).